# Susan Tyrrell
Susan Tyrrell, née le 18 mars 1945 à San Francisco et morte le 16 juin 2012 à Austin, est une actrice américaine

## Filmographie
- 1971 : Quand siffle la dernière balle (Shoot Out) d'Henry Hathaway : Alma
- 1971 : Been Down So Long It Looks Like Up to Me (en) de Jeffrey Young : Jack
- 1971 : The Steagle (en) de Paul Sylbert : Louise
- 1972 : La Dernière Chance (Fat City) de John Huston : Oma
- 1974 : Catch My Soul de Patrick McGoohan : Emilia
- 1974 : Zandy's Bride de Jan Troell : Maria Cordova
- 1974 : To Kill the King de George McCowan : Maggie Van Birchard
- 1976 : Ordure de flic (The Killer Inside Me) : Joyce Lakeland
- 1977 : Les Sorciers de la guerre (Wizards) de Ralph Bakshi : Narrator, Various others (voix)
- 1977 : L'Île des adieux (Islands in the Stream) de Franklin J. Schaffner : Lil
- 1977 : Andy Warhol's Bad de Jed Johnson : Mary Aiken
- 1977 : Jamais je ne t'ai promis un jardin de roses (I never promised you a rose garden) d'Anthony Page : Lee
- 1977 : September 30, 1955 de James Bridges : Melba Lou Turner
- 1977 : Un autre homme, une autre chance de Claude Lelouch : Debby / Alice
- 1979 : Racquet de David Winters : Miss Baxter
- 1980 : Loose Shoes d'Ira Miller : Boobies, Elijah's Girlfriend
- 1981 : Sois belle et tais-toi de Delphine Seyrig : Elle-même
- 1981 : Subway Riders d'Amos Poe : Eleanor Langley
- 1981 : Conte de la folie ordinaire (Storie di ordinaria follia) de Marco Ferreri : Vera
- 1982 : Forbidden Zone de Richard Elfman : Queen Doris of the Sixth Dimension  /  Ruth Henderson
- 1982 : Fast-Walking de James B. Harris : Evie
- 1982 : Le Challenger (Liar's Moon) de David Fisher : Lora Mae Bouvier
- 1982 : À la limite du cauchemar de William Asher : Cheryl Roberts (Tante Cheryl)
- 1983 : What's Up, Hideous Sun Demon de Craig Mitchell et Robert Clarke
- 1983 : Tygra, la glace et le feu (Fire and Ice) de Ralph Bakshi : Juliana (voix)
- 1984 : The Killers de Patrick Roth : Susu, Second Ragpicker
- 1984 : Angel de Robert Vincent O'Neil : Solly Mosler
- 1985 : Avenging Angel de Robert Vincent O'Neil : Solly Mosler
- 1985 : La Chair et le Sang (Flesh+Blood) de Paul Verhoeven : Celine
- 1986 : Si c'était demain  (If Tomorrow Comes) de Jerry London : Bertha
- 1987 : The Underachievers  de Jackie Kong : Mrs. Grant
- 1987 : Nuits sanglantes (The Offspring) de Jeff Burr : Beth Chandler
- 1987 : The Chipmunk Adventure de Janice Karman : Claudia Furschtien (voix)
- 1988 : Les As du clip (Tapeheads) de Bill Fishman : Nikki Morton
- 1988 : Big Top Pee-wee de Randal Kleiser : Midge Montana
- 1989 : Mauvaises Rencontres (Far from Home) de Meiert Avis (en) : Agnes Reed
- 1990 : Rockula de Luca Bercovici (en) : Chuck the Bartender
- 1990 : Cry-Baby de John Waters : Ramona Rickettes
- 1991 : Motorama de Barry Shils : La serveuse du Wagon Wheel
- 1995 : The Demolitionist de Robert Kurtzman : Mayor Eleanor Grimbaum
- 1995 : Digital Man de Phillip J. Roth : Mildred Hodges
- 1995 : Powder de Victor Salva : Maxine
- 1995 : Les contes de la crypte  saison 6 épisode 13, Quand arrive l'aube: Mona
- 1997 : Pink as the Day She Was Born de Steve Hall : Lana
- 1997 : Poison Ivy: The New Seduction de Kurt Voss (vidéo) : Mrs. B
- 1998 : Relax... It's Just Sex de P.J. Castellaneta : Alicia Pillsbury
- 1999 : Swap Meet de David Schweizer
- 1999 : Buddy Boy de Mark Hanlon : Sal
- 2003 : Masked and Anonymous de Larry Charles : Ella the Fortune Teller
- 2004 : The Devil's Due at Midnight de Edward L. Plumb : High Priestess
- 2007 : Pieces of Dolores de Garth Twa (court-métrage) : Lotus Parker
- 2010 : Flexing with Monty de John Albo : Mrs. Nog (voix)
- 2012 : Kid-Thing de David Zellner : Esther